# Antichloris clementi
Antichloris clementi är en fjärilsart som beskrevs av William Schaus 1938. Antichloris clementi ingår i släktet Antichloris och familjen björnspinnare. Inga underarter finns listade i Catalogue of Life.